# Mayagüez
Mayagüez (AFI: /maʝaˈɣwes/) è una città di Porto Rico situata sulla costa occidentale dell'isola. L'area comunale, escludendo le isole di Mona, Monito e Desecheo, confina a nord con Añasco, a est con Las Marías e Maricao e a sud con San Germán, Hormigueros e Cabo Rojo. È bagnata a ovest dalle acque dello stretto della Mona, che collega l'oceano Atlantico al Mar dei Caraibi. Il comune, che fu fondato nel 1760, oggi conta una popolazione di quasi 100 000 abitanti ed è suddiviso in 21 circoscrizioni (barrios).

## Storia
Mayagüez fu fondata nel 1760 da Faustino Martínez de Matos, Juan de Silva e Juan de Aponte su una collina situata a circa un chilometro dalla baia di Mayagüez e dalla foce del fiume Yagüez.
Nel 1760, l'Impero spagnolo concesse ai fondatori il diritto di governo autonomo, separando ufficialmente la città di Mayagüez dal distretto di San Germán. Originariamente la città aveva il nome di Nuestra Señora de la Candelaria de Mayagüez. Questo nome deriva dal fatto che la maggior parte dei coloni, compresi i fondatori, provenivano dalle Isole Canarie dove hanno la Virgen de la Candelaria come santa patrona (vedi Vergine della Candelaria).

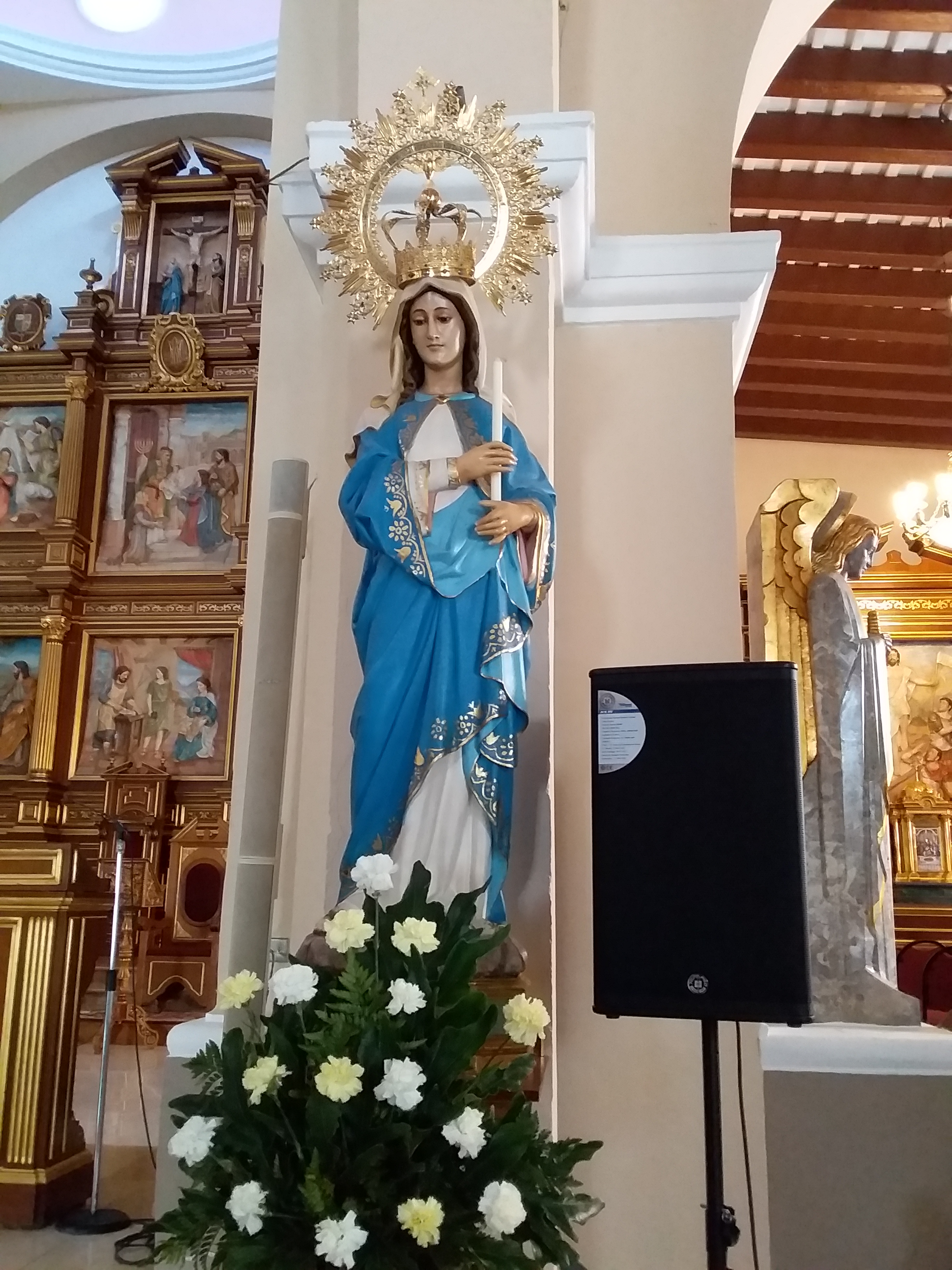
Fin dalla sua fondazione Mayagüez ha avuto come protettrice la Virgen de la Candelaria con questa caratteristica versione più caucasica in contrasto con le versioni originali che hanno caratteristiche meticcie.

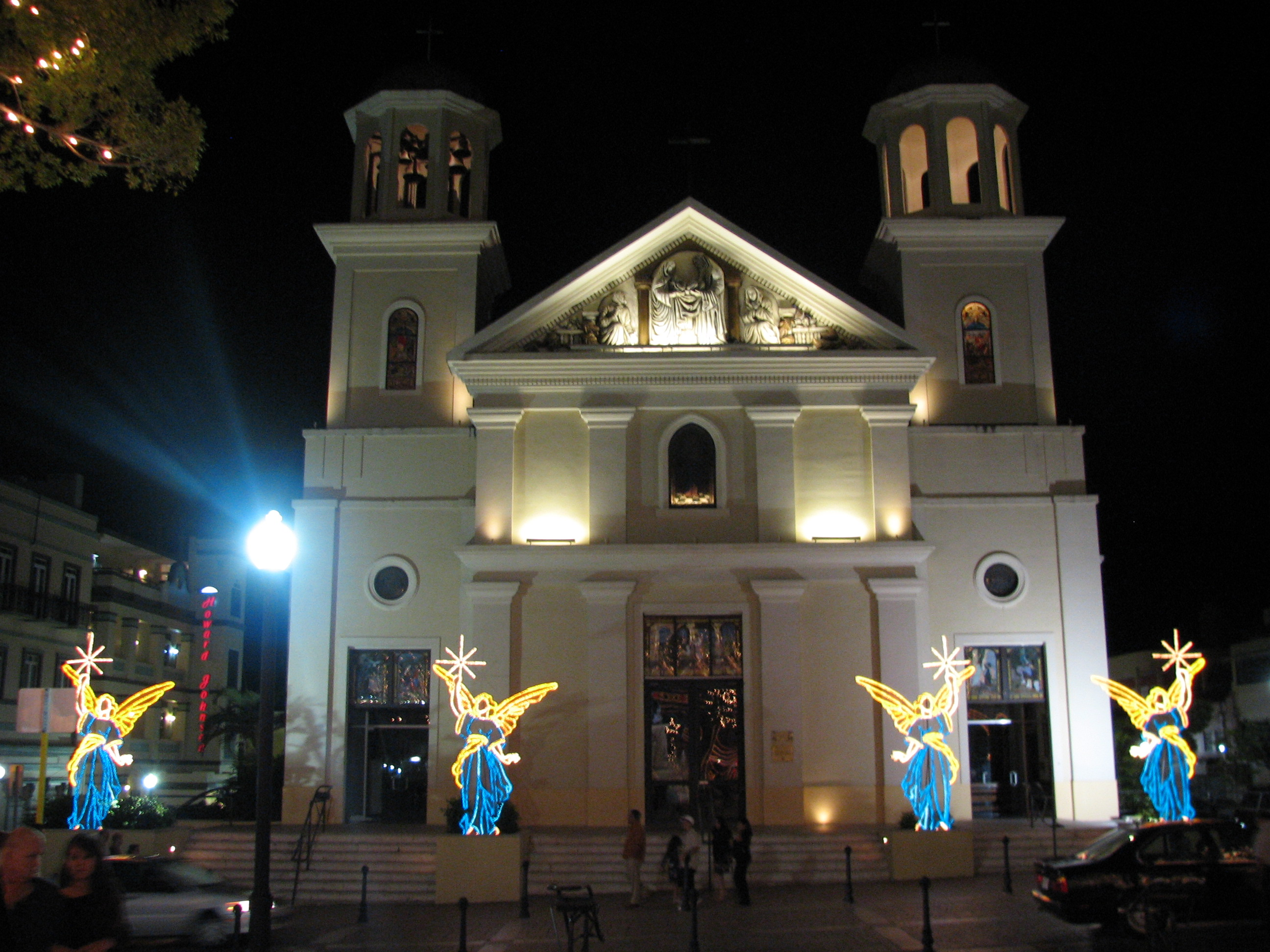
La Cattedrale di Nostra Signora della Candelaria durante il Natale.

Nel 1836 il paese venne elevato al rango di città. A quel tempo l’agricoltura era la principale fonte di reddito e di lavoro. Tre anni dopo, nel 1839, nacque a Mayagüez il patriota Eugenio María de Hostos, importante educatore, sociologo, filosofo e scrittore.
Nel 1841 un incendio distrusse parzialmente il paese. La città fu ricostruita con alcune delle sue strade principali ampliate per prevenire la diffusione di futuri incendi. L'allora governatore militare di Porto Rico, il generale Santiago de Méndez Vigo, raccolse fondi per ricostruire la città. Attualmente una delle vie principali di Mayagüez porta il suo cognome.
Nel 1911 fu fondato il Collegio di Agraria, che un anno dopo divenne il Collegio di Agraria e Arti Meccaniche (CAAM). Mantenne questo nome per 50 anni. Attualmente è noto come Campus Universitario Mayagüez (RUM) dell'Università di Porto Rico.
L'11 ottobre 1918 Mayagüez fu nuovamente parzialmente distrutta dal terremoto di San Fermín. Il terremoto ha raggiunto una magnitudo pari a 7,3 della Scala Richter e ha causato la morte di 116 persone. Il comune è uno dei più sismicamente attivi del territorio.

## Geografia

### Territorio
Si trova nella parte centrale della costa occidentale di Porto Rico, a circa 3 ore di macchina da San Juan, la capitale portoricana. La sua estensione territoriale è di 201,06 km². La sua geografia è costituita da un'estesa valle alluvionale sulla costa della baia di Mayagüez a ovest del comune, da pianure costiere e da mangrovie ai confini settentrionale e meridionale; e montagne nel centro, nord-est e sud-est del comune.

### Clima

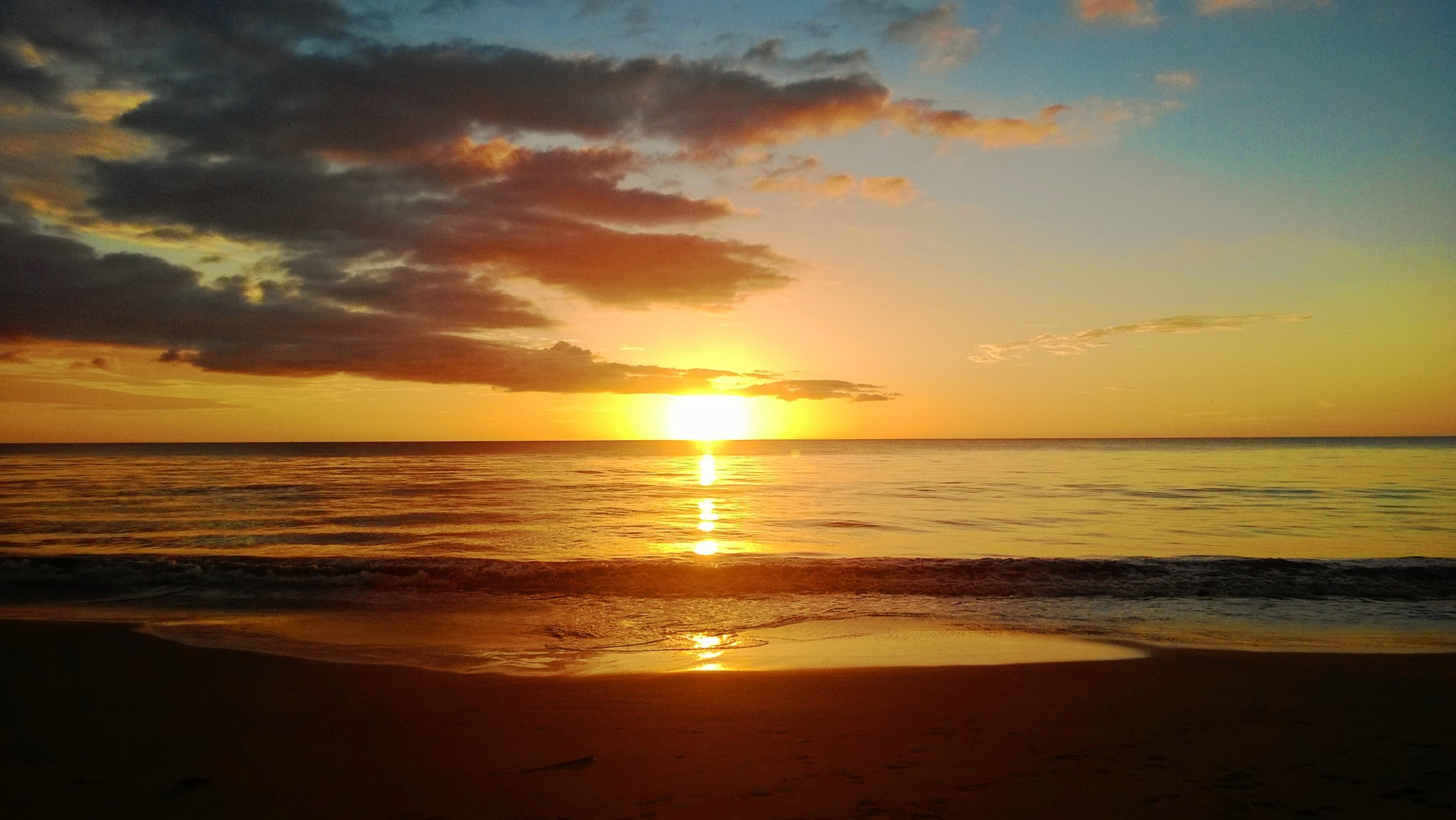
Playa El Maní nel 2013

Mayagüez ha il clima più estremo dell'isola. Con un'elevata frequenza di temporali nei mesi da agosto a ottobre, capaci di produrre forti venti, inondazioni e persino grandine. La temperatura media annuale è di 26 °C (79 °F). L'inverno è solitamente piuttosto secco e fresco, con temperature comprese tra 18°C (65°F) e 29°C (85°F). L'estate è spesso molto umida e calda, con temperature che raggiungono i 35 °C (95 °F) e temperature gelide che possono raggiungere i 115 °F. Da maggio a ottobre è normale assistere a forti temporali quasi ogni pomeriggio, a causa del caldo, dell'umidità e della topografia della zona.
| MAYAGÜEZ            | Mesi | Mesi | Mesi | Mesi | Mesi | Mesi | Mesi | Mesi | Mesi | Mesi | Mesi | Mesi | Anno |
| MAYAGÜEZ            | Gen  | Feb  | Mar  | Apr  | Mag  | Giu  | Lug  | Ago  | Set  | Ott  | Nov  | Dic  | Anno |
| ------------------- | ---- | ---- | ---- | ---- | ---- | ---- | ---- | ---- | ---- | ---- | ---- | ---- | ---- |
| T. max. media (°C)  | 27   | 28   | 30   | 31   | 32   | 33   | 34   | 34   | 29   | 29   | 28   | 27   | 30,2 |
| T. min. media (°C)  | 18   | 17   | 19   | 20   | 22   | 25   | 26   | 26   | 24   | 26   | 21   | 18   | 21,8 |
| Precipitazioni (mm) | 60   | 69   | 97   | 15   | 20   | 12   | 15   | 20   | 30   | 27   | 14   | 69   | 448  |